# Rocky Point 3
Rocky Point 3 est une réserve indienne dans le comté de Queens sur l'Île-du-Prince-Édouard, au Canada, au sud de Charlottetown.